# Beierolpium deserticola
Espèce
Synonymes
- Calocheiridius deserticola Beier, 1964

Beierolpium deserticola est une espèce de pseudoscorpions de la famille des Olpiidae.

## Distribution
Cette espèce se rencontre au Botswana et au Zimbabwe.

## Description
La femelle holotype mesure 2,7 mm.

## Systématique et taxinomie
Cette espèce a été décrite sous le protonyme Calocheiridius deserticola par Beier en 1964. Elle est placée dans le genre Xenolpium par Beier en 1965 puis dans le genre Beierolpium par Mahnert en 1982.

## Publication originale
- Beier, 1964 : Weiteres zur Kenntnis der Pseudoscorpioniden-Fauna des südlichen Afrika. Annals of the Natal Museum, vol. 16, p. 30-90 (texte intégral).